# Dave (Rapper)/Diskografie
Diese Diskografie ist eine Übersicht über die musikalischen Werke des britischen Rappers Dave. Den Schallplattenauszeichnungen zufolge hat er bisher mehr als 29,2 Millionen Tonträger verkauft. Seine erfolgreichste Veröffentlichung ist das Lied Sprinter mit über 4,2 Millionen verkauften Einheiten.

## Alben

### Studioalben
| Jahr | Titel                            | Höchstplatzierung, Gesamtwochen, AuszeichnungChartplatzierungen (Jahr, Titel, Platzierungen, Wochen, Auszeichnungen, Anmerkungen) | Höchstplatzierung, Gesamtwochen, AuszeichnungChartplatzierungen (Jahr, Titel, Platzierungen, Wochen, Auszeichnungen, Anmerkungen) | Höchstplatzierung, Gesamtwochen, AuszeichnungChartplatzierungen (Jahr, Titel, Platzierungen, Wochen, Auszeichnungen, Anmerkungen) | Höchstplatzierung, Gesamtwochen, AuszeichnungChartplatzierungen (Jahr, Titel, Platzierungen, Wochen, Auszeichnungen, Anmerkungen) | Anmerkungen                                             |
| Jahr | Titel                            | DE | AT | CH | UK | Anmerkungen                                             |
| ---- | -------------------------------- | --- | --- | --- | --- | ------------------------------------------------------- |
| 2019 | Psychodrama                      | — | — | — | UK1 Platin · (164 Wo.)UK | Erstveröffentlichung: 8. März 2019 Verkäufe: + 375.000  |
| 2021 | We’re All Alone in This Together | — | AT50 (1 Wo.)AT | CH18 (6 Wo.)CH | UK1 Platin · (86 Wo.)UK | Erstveröffentlichung: 23. Juli 2021 Verkäufe: + 327.500 |

### EPs
| Jahr | Titel          | Höchstplatzierung, Gesamtwochen, AuszeichnungChartplatzierungen (Jahr, Titel, Platzierungen, Wochen, Auszeichnungen, Anmerkungen) | Höchstplatzierung, Gesamtwochen, AuszeichnungChartplatzierungen (Jahr, Titel, Platzierungen, Wochen, Auszeichnungen, Anmerkungen) | Höchstplatzierung, Gesamtwochen, AuszeichnungChartplatzierungen (Jahr, Titel, Platzierungen, Wochen, Auszeichnungen, Anmerkungen) | Höchstplatzierung, Gesamtwochen, AuszeichnungChartplatzierungen (Jahr, Titel, Platzierungen, Wochen, Auszeichnungen, Anmerkungen) | Anmerkungen                                                 |
| Jahr | Titel          | DE | AT | CH | UK | Anmerkungen                                                 |
| ---- | -------------- | --- | --- | --- | --- | ----------------------------------------------------------- |
| 2016 | Six Paths      | — | — | — | UK76 Silber · (1 Wo.)UK | Erstveröffentlichung: 30. September 2016 Verkäufe: + 60.000 |
| 2017 | Game Over      | — | — | — | UK13 Gold · (4 Wo.)UK | Erstveröffentlichung: 3. November 2017 Verkäufe: + 100.000  |
| 2023 | Split Decision | — | AT56 (1 Wo.)AT | CH18 (6 Wo.)CH | — | Erstveröffentlichung: 5. Juni 2023 mit Central Cee          |

## Singles

### Als Leadmusiker
| Jahr | Titel Album                                                       | Höchstplatzierung, Gesamtwochen, AuszeichnungChartplatzierungen (Jahr, Titel, Album, Platzierungen, Wochen, Auszeichnungen, Anmerkungen) | Höchstplatzierung, Gesamtwochen, AuszeichnungChartplatzierungen (Jahr, Titel, Album, Platzierungen, Wochen, Auszeichnungen, Anmerkungen) | Höchstplatzierung, Gesamtwochen, AuszeichnungChartplatzierungen (Jahr, Titel, Album, Platzierungen, Wochen, Auszeichnungen, Anmerkungen) | Höchstplatzierung, Gesamtwochen, AuszeichnungChartplatzierungen (Jahr, Titel, Album, Platzierungen, Wochen, Auszeichnungen, Anmerkungen) | Anmerkungen                                                                 |
| Jahr | Titel Album                                                       | DE | AT | CH | UK | Anmerkungen                                                                 |
| --- | ----------------------------------------------------------------- | --- | --- | --- | --- | --------------------------------------------------------------------------- |
| 2016 | JKYL+HYD –                                                        | — | — | — | — | Erstveröffentlichung: 11. März 2016                                         |
| 2016 | Thiago Silva –                                                    | — | — | — | UK36 ×2Doppelplatin · (13 Wo.)UK | Erstveröffentlichung: 13. Mai 2016 Verkäufe: + 1.245.000; feat. AJ Tracey   |
| 2016 | Wanna Know (Remix) –                                              | — | — | — | UK51 Platin · (6 Wo.)UK | Erstveröffentlichung: 28. Oktober 2016 Verkäufe: + 600.000; feat. Drake     |
| 2017 | Samantha –                                                        | — | — | — | UK63 Platin · (10 Wo.)UK | Erstveröffentlichung: 27. Januar 2017 Verkäufe: + 600.000; mit J Hus        |
| 2017 | Revenge –                                                         | — | — | — | — | Erstveröffentlichung: 7. April 2017                                         |
| 2017 | 100M’s –                                                          | — | — | — | UK— SilberUK | Erstveröffentlichung: 26. Mai 2017                                          |
| 2017 | Question Time Game Over                                           | — | — | — | — | Erstveröffentlichung: 20. Oktober 2017                                      |
| 2017 | Tequila –                                                         | — | — | — | UK86 Silber · (1 Wo.)UK | Erstveröffentlichung: 14. Juli 2017 Verkäufe: + 200.000                     |
| 2017 | No Words Game Over                                                | — | — | — | UK17 ×2Doppelplatin · (21 Wo.)UK | Erstveröffentlichung: 3. November 2017 Verkäufe: + 1.200.000; feat. MoStack |
| 2018 | Hangman –                                                         | — | — | — | UK30 Gold · (5 Wo.)UK | Erstveröffentlichung: 27. Februar 2018 Verkäufe: + 400.000                  |
| 2018 | Funky Friday –                                                    | — | — | — | UK1 ×3Dreifachplatin · (21 Wo.)UK | Erstveröffentlichung: 4. Oktober 2018 Verkäufe: + 1.840.000; feat. Fredo    |
| 2019 | Black Psychodrama                                                 | — | — | — | UK40 Gold · (5 Wo.)UK | Erstveröffentlichung: 23. Februar 2019 Verkäufe: + 400.000                  |
| 2019 | Paper Cuts –                                                      | — | — | — | UK15 Silber · (6 Wo.)UK | Erstveröffentlichung: 7. November 2019 Verkäufe: + 200.000                  |
| 2021 | Titanium –                                                        | — | — | — | UK9 Platin · (9 Wo.)UK | Erstveröffentlichung: 10. April 2021 Verkäufe: + 600.000                    |
| 2021 | Mercury –                                                         | — | — | — | UK33 (4 Wo.)UK | Erstveröffentlichung: 10. April 2021 feat. Kamal                            |
| 2021 | Clash We’re All Alone in This Together                            | — | — | CH— GoldCH | UK2 ×2Doppelplatin · (35 Wo.)UK | Erstveröffentlichung: 9. Juli 2021 Verkäufe: + 1.325.000; feat. Stormzy     |
| 2022 | Starlight –                                                       | DE— aDE | — | CH35 Gold · (8 Wo.)CH | UK1 ×2Doppelplatin · (29 Wo.)UK | Erstveröffentlichung: 3. März 2022 Verkäufe: + 1.420.000                    |
| 2022 | My 24th Birthday –                                                | — | — | — | UK48 (2 Wo.)UK | Erstveröffentlichung: 24. Juni 2022                                         |
| 2023 | Sprinter Split Decision                                           | DE21 Gold · (20 Wo.)DE | AT5 (23 Wo.)AT | CH1 (38 Wo.)CH | UK1 ×3Dreifachplatin · (41 Wo.)UK | Erstveröffentlichung: 1. Juni 2023 Verkäufe: + 4.270.000; mit Central Cee   |
| Folgende Lieder erschienen nicht als Single, wurden aber durch das Album zum Download und Streaming bereitgestellt und konnten somit eine Platzierung erlangen: |                                                                   | | | | |                                                                             |
| |                                                                   | | | | |                                                                             |
| 2017 | My 19th Birthday Game Over                                        | — | — | — | UK55 Silber · (1 Wo.)UK | Charteinstieg: 16. November 2017 Verkäufe: + 200.000                        |
| 2017 | How I Met My Ex Game Over                                         | — | — | — | UK32 Silber · (3 Wo.)UK | Charteinstieg: 16. November 2017 Verkäufe: + 200.000                        |
| 2019 | Streatham Psychodrama                                             | — | — | — | UK9 Platin · (9 Wo.)UK | Charteinstieg: 21. März 2019 Verkäufe: + 600.000                            |
| 2019 | Location Psychodrama                                              | — | — | CH— ×2DoppelplatinCH | UK6 ×5Fünffachplatin · (66 Wo.)UK | Charteinstieg: 21. März 2019 Verkäufe: + 4.115.000; feat. Burna Boy         |
| 2019 | Disaster Psychodrama                                              | — | — | — | UK8 Platin · (10 Wo.)UK | Charteinstieg: 21. März 2019 Verkäufe: + 600.000; feat. J Hus               |
| 2019 | Professor X Top Boy (A Selection of Music Inspired by the Series) | — | — | — | UK12 Platin · (17 Wo.)UK | Charteinstieg: 20. September 2019 Verkäufe: + 600.000                       |
| 2019 | God’s Eye Top Boy (A Selection of Music Inspired by the Series)   | — | — | — | UK90 (1 Wo.)UK | Charteinstieg: 20. September 2019                                           |
| 2021 | Verdansk We’re All Alone in This Together                         | — | — | — | UK4 Platin · (12 Wo.)UK | Charteinstieg: 5. August 2021 Verkäufe: + 600.000                           |
| 2021 | In the Fire We’re All Alone in This Together                      | — | — | — | UK6 Gold · (9 Wo.)UK | Charteinstieg: 5. August 2021 Verkäufe: + 400.000                           |
| 2022 | Screwface Capital Psychodrama                                     | — | — | — | UK70 Platin · (4 Wo.)UK | Charteinstieg: 3. März 2022 Verkäufe + 600.000                              |
| 2023 | Trojan Horse Split Decision                                       | — | — | — | UK12 Silber · (9 Wo.)UK | Charteinstieg: 15. Juni 2023 Verkäufe + 200.000; mit Central Cee            |
| 2023 | UK Rap Split Decision                                             | — | — | — | UK13 Silber · (9 Wo.)UK | Charteinstieg: 15. Juni 2023 mit Central Cee                                |

### Als Gastmusiker
| Jahr | Titel Album                            | Höchstplatzierung, Gesamtwochen, AuszeichnungChartplatzierungen (Jahr, Titel, Album, Platzierungen, Wochen, Auszeichnungen, Anmerkungen) | Höchstplatzierung, Gesamtwochen, AuszeichnungChartplatzierungen (Jahr, Titel, Album, Platzierungen, Wochen, Auszeichnungen, Anmerkungen) | Höchstplatzierung, Gesamtwochen, AuszeichnungChartplatzierungen (Jahr, Titel, Album, Platzierungen, Wochen, Auszeichnungen, Anmerkungen) | Höchstplatzierung, Gesamtwochen, AuszeichnungChartplatzierungen (Jahr, Titel, Album, Platzierungen, Wochen, Auszeichnungen, Anmerkungen) | Anmerkungen                                                                             |
| Jahr | Titel Album                            | DE | AT | CH | UK | Anmerkungen                                                                             |
| --- | -------------------------------------- | --- | --- | --- | --- | --------------------------------------------------------------------------------------- |
| 2019 | 18Hunna Music x Road                   | — | — | — | UK6 Gold · (9 Wo.)UK | Erstveröffentlichung: 10. Januar 2019 Verkäufe: + 400.000; Headie One feat. Dave        |
| 2019 | All I Ever Wanted Third Avenue         | — | — | — | UK15 (4 Wo.)UK | Erstveröffentlichung: 1. Februar 2019 Fredo feat. Dave                                  |
| 2019 | Playing for Keeps PTSD                 | — | — | — | UK21 Silber · (5 Wo.)UK | Erstveröffentlichung: 26. September 2019 Verkäufe: + 200.000; D-Block Europe feat. Dave |
| 2021 | Money Talks Money Can’t Buy Happiness  | — | — | — | UK3 Gold · (9 Wo.)UK | Erstveröffentlichung: 29. Januar 2021 Verkäufe: + 400.000; Fredo feat. Dave             |
| 2022 | Propeller –                            | — | — | — | UK38 Silber · (9 Wo.)UK | Erstveröffentlichung: 29. Juli 2022 Verkäufe: + 200.000; Jae5 feat. Dave & Bnxn         |
| 2023 | Intoxycated –                          | — | — | — | UK49 (3 Wo.)UK | Erstveröffentlichung: 12. Juli 2023 Oxlade feat. Dave                                   |
| 2023 | Cheat on Me I Told Them…               | — | — | CH56 (1 Wo.)CH | UK19 Silber · (9 Wo.)UK | Erstveröffentlichung: 22. August 2023 Verkäufe: + 200.000; Burna Boy feat. Dave         |
| 2023 | Meridian –                             | — | — | CH10 (8 Wo.)CH | UK41 (3 Wo.)UK | Erstveröffentlichung: 25. August 2023 Verkäufe: + 343.333; Tiakola feat. Dave           |
| 2023 | Special –                              | — | — | CH53 (3 Wo.)CH | — | Erstveröffentlichung: 25. August 2023 Verkäufe: + 200.000; Tiakola feat. Dave           |
| 2023 | Stop Giving Me Advice All Is Yellow    | — | — | — | UK29 (7 Wo.)UK | Erstveröffentlichung: 8. Dezember 2023 Lyrical Lemonade feat. Dave & Jack Harlow        |
| Folgende Lieder erschienen nicht als Single, wurden aber durch das Album zum Download und Streaming bereitgestellt und konnten somit eine Platzierung erlangen: |                                        | | | | |                                                                                         |
| |                                        | | | | |                                                                                         |
| 2017 | Peligro Wamp 2 Dem                     | — | — | — | UK53 Gold · (2 Wo.)UK | Charteinstieg: 19. Oktober 2017 Verkäufe: + 400.000; Giggs feat. Dave                   |
| 2019 | Stinking Rich Stacko                   | — | — | — | UK19 (3 Wo.)UK | Charteinstieg: 20. Juni 2019 MoStack & J Hus feat. Dave                                 |
| 2020 | Straight Murder Now or Never           | — | — | — | UK35 Silber · (3 Wo.)UK | Charteinstieg: 19. November 2020 Giggs feat. Dave                                       |
| 2022 | Fresh Out the Bank Respect the Come Up | — | — | — | UK35 (2 Wo.)UK | Charteinstieg: 1. Dezember 2022 Meekz feat. Dave                                        |
| 2023 | Incredible Sauce Zero Tolerance        | — | — | — | UK65 Silber · (10 Wo.)UK | Charteinstieg: 31. August 2023 Giggs feat. Dave                                         |
| 2025 | CRG Can’t Rush Greatness               | — | — | CH37 (2 Wo.)CH | UK6 (9 Wo.)UK | Charteinstieg: 2. Februar 2025 Central Cee feat. Dave                                   |
| 2025 | 3X Black British Music (2025)          | — | — | — | UK73 (1 Wo.)UK | Charteinstieg: 25. Juli 2025 Jim Legxacy feat. Dave                                     |

## Promoveröffentlichungen
| Jahr | Titel Album                             | Anmerkungen                                                                       |
| ---- | --------------------------------------- | --------------------------------------------------------------------------------- |
| 2021 | System We’re All Alone in This Together | Erstveröffentlichung: 23. Juli 2021 · Verkäufe: + 400.000; feat. Wizkid; UK: Gold |

## Statistik

### Chartauswertung
|                     | DE    | AT    | CH    | UK    |
| ------------------- | ----- | ----- | ----- | ----- |
| Nummer-eins-Alben   | DE—DE | AT—AT | CH—CH | UK2UK |
| Top-10-Alben        | DE—DE | AT—AT | CH—CH | UK2UK |
| Alben in den Charts | DE—DE | AT2AT | CH2CH | UK4UK |

|                       | DE    | AT    | CH    | UK     |
| --------------------- | ----- | ----- | ----- | ------ |
| Nummer-eins-Singles   | DE—DE | AT—AT | CH1CH | UK3UK  |
| Top-10-Singles        | DE—DE | AT1AT | CH2CH | UK13UK |
| Singles in den Charts | DE1DE | AT1AT | CH6CH | UK41UK |

### Auszeichnungen für Musikverkäufe
| Silberne Schallplatte - Vereinigtes Königreich - 2021: für das Lied Voices - 2021: für das Lied Nothing on You - 2022: für das Lied Environment - 2022: für das Lied Lesley - 2022: für das Lied Twenty To One - 2023: für das Lied Venting - 2023: für das Lied Lazarus - 2023: für das Lied Both Sides of a Smile - 2023: für das Lied We’re All Alone - 2024: für das Lied Purple Heart - 2025: für das Lied Survivor’s Guilt Goldene Schallplatte - Belgien - 2024: für die Single Meridian - Dänemark - 2023: für die Single Starlight - 2023: für die Single Clash - 2023: für die Single Thiago Silva - Italien - 2023: für die Single Sprinter - Kanada - 2023: für die Single Funky Friday - 2023: für das Lied Nothing on You - 2024: für das Album Psychodrama - Neuseeland - 2022: für die Single Starlight - 2023: für das Album We’re All Alone in This Together - Portugal - 2020: für das Lied Location - Schweden - 2023: für das Album Psychodrama - Spanien - 2024: für die Single Sprinter - Vereinigte Staaten - 2024: für die Single Location - Vereinigtes Königreich - 2022: für das Lied Psycho | Platin-Schallplatte - Australien - 2023: für die Single Clash - 2023: für die Single Starlight - Belgien - 2023: für die Single Sprinter - Brasilien - 2024: für die Single Sprinter - Dänemark - 2023: für das Album Psychodrama - 2023: für das Lied Location - 2023: für die Single Sprinter - 2025: für das Album We’re All Alone in This Together - Frankreich - 2023: für das Lied Location - 2024: für die Single Sprinter - 2025: für die Single Special - Kanada - 2022: für das Lied Location - 2023: für die Single Starlight - Polen - 2024: für die Single Sprinter - Vereinigte Staaten - 2024: für die Single Sprinter 2× Platin-Schallplatte - Neuseeland - 2023: für die Single Sprinter - Portugal - 2023: für die Single Sprinter 3× Platin-Schallplatte - Australien - 2024: für die Single Sprinter - Griechenland - 2024: für die Single Sprinter 4× Platin-Schallplatte - Kanada - 2024: für die Single Sprinter Diamantene Schallplatte - Frankreich - 2024: für die Single Meridian |

Anmerkung: Auszeichnungen in Ländern aus den Charttabellen bzw. Chartboxen sind in ebendiesen zu finden.
| Land/RegionAuszeichnungen für Musikverkäufe (Land/Region, Auszeichnungen, Verkäufe, Quellen) | Silber       | Gold       | Platin       | Diamant  | Verkäufe   | Quellen              |
| -------------------------------------------------------------------------------------------- | ------------ | ---------- | ------------ | -------- | ---------- | -------------------- |
| Australien (ARIA)                                                                            | —            | —          | 5× Platin5   | —        | 350.000    | aria.com.au          |
| Belgien (BRMA)                                                                               | —            | Gold1      | Platin1      | —        | 50.000     | ultratop.be          |
| Brasilien (PMB)                                                                              | —            | —          | Platin1      | —        | 40.000     | pro-musicabr.org.br  |
| Dänemark (IFPI)                                                                              | —            | 3× Gold3   | 4× Platin4   | —        | 355.000    | ifpi.dk              |
| Deutschland (BVMI)                                                                           | —            | Gold1      | —            | —        | 300.000    | musikindustrie.de    |
| Frankreich (SNEP)                                                                            | —            | —          | 3× Platin3   | Diamant1 | 933.333    | snepmusique.com      |
| Griechenland (IFPI)                                                                          | —            | —          | 3× Platin3   | —        | 60.000     | Einzelnachweise      |
| Italien (FIMI)                                                                               | —            | Gold1      | —            | —        | 50.000     | fimi.it              |
| Kanada (MC)                                                                                  | —            | 3× Gold3   | 6× Platin6   | —        | 600.000    | musiccanada.com      |
| Neuseeland (RMNZ)                                                                            | —            | 2× Gold2   | 2× Platin2   | —        | 82.500     | radioscope.co.nz NZ2 |
| Polen (ZPAV)                                                                                 | —            | —          | Platin1      | —        | 50.000     | olis.pl              |
| Portugal (AFP)                                                                               | —            | Gold1      | 2× Platin2   | —        | 25.000     | Einzelnachweise      |
| Schweden (IFPI)                                                                              | —            | Gold1      | —            | —        | 15.000     | Einzelnachweise      |
| Schweiz (IFPI)                                                                               | —            | 2× Gold2   | 2× Platin2   | —        | 60.000     | hitparade.ch         |
| Spanien (Promusicae)                                                                         | —            | Gold1      | —            | —        | 30.000     | elportaldemusica.es  |
| Vereinigte Staaten (RIAA)                                                                    | —            | Gold1      | Platin1      | —        | 1.500.000  | riaa.com             |
| Vereinigtes Königreich (BPI)                                                                 | 24× Silber24 | 9× Gold9   | 29× Platin29 | —        | 24.760.000 | bpi.co.uk            |
| Insgesamt                                                                                    | 24× Silber24 | 26× Gold26 | 60× Platin60 | Diamant1 |            |                      |